# Max Eastman
Max Eastman (Canandaigua, 4 de enero de 1883-Bridgetown, 25 de marzo de 1969) fue un escritor, poeta y publicista estadounidense, editor de las revistas The Masses y The Liberator. En 1922 viajó a la Unión Soviética, donde conoció a Lenin y Trotski y permaneció dos años. Desencantado con la evolución de Rusia, a su vuelta a los Estados Unidos se convirtió en un crítico del régimen de Stalin, alineado con posiciones trotskistas, sin embargo su pensamiento se fue alejando progresivamente del de Trotski y quedó instalado de forma definitiva en posiciones conservadoras propias de la derecha política a comienzos de los años cuarenta, enarbolando en adelante la bandera del anticomunismo.

## Biografía

### Periodista radical
Nacido el 4 de enero de 1883 en Canandaigua, condado de Ontario, estado de Nueva York, estudió en la Universidad de Columbia, donde tuvo como profesor a John Dewey, con quien establecería una larga amistad, gracias a él pudo dar clases de Lógica y Filosofía en la universidad.

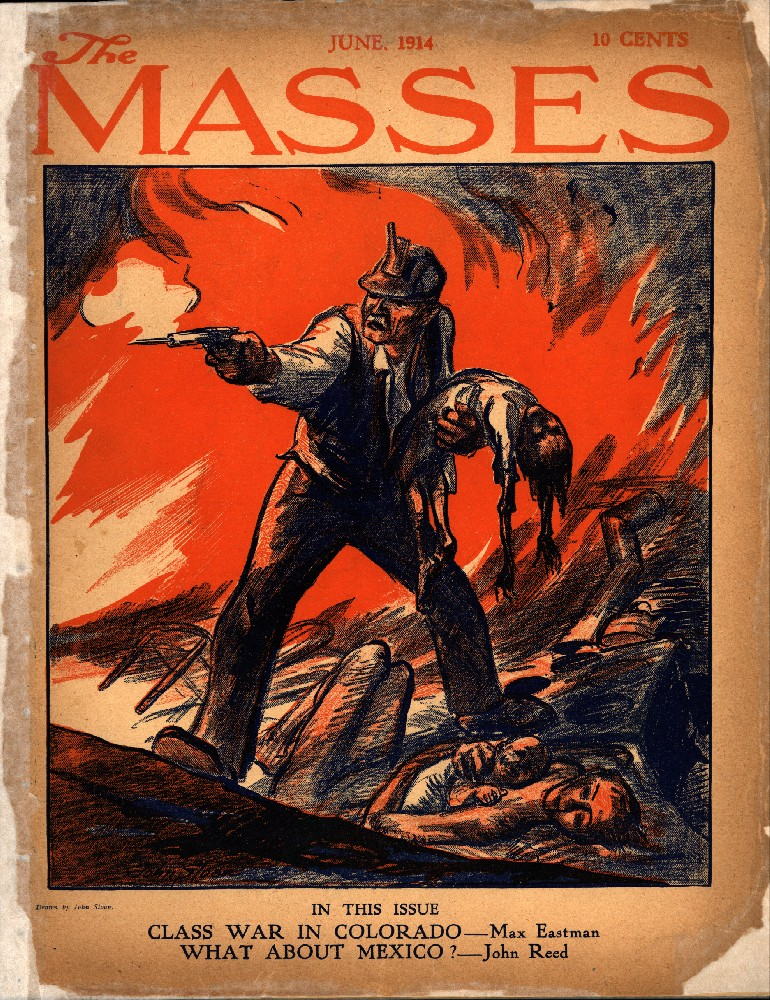
Portada de junio de 1914 de The Masses.

Un sufragista y defensor de los derechos de la mujer; se sumergió en el ambiente de Greenwich Village a comienzos de la década de 1910, etapa que compartió con su hermana Crystal, otra activista feminista, junto a la que participó en la American Union Against Militarism, con objeto de oponerse a la entrada de Estados Unidos en la Primera Guerra Mundial. Amigo del también periodista John Reed y casado en primeras nupcias con Ida Rauh en 1911, estuvo adscrito ideológicamente al socialismo desde 1912, gracias a la influencia de su mujer. A finales de dicho año se le propuso el cargo de editor de la revista radical The Masses, que Max aceptó.
A finales de abril de 1914 se desplazó junto con Reed a Colorado para cubrir la masacre de Ludlow, llegando a la zona diez días después de los sucesos, sobre los que Eastman escribiría más tarde tres destacados artículos. Hacia 1916 se separó de su mujer. Eastman consiguió a Reed el dinero —2000 dólares— necesario para el viaje de este a Rusia a mediados de 1917, después de la Revolución de Febrero. Tras su ruptura con Rauh, había comenzado una tumultuosa relación con la actriz Florence Deshon, a la que había conocido en diciembre de 1916 en una fiesta organizada por la revista; Eastman era considerado un «casanova» por su habilidad para conquistar a las mujeres.
El Gobierno forzó la desaparición de The Masses en 1917, al restringir su distribución por correo. En abril de 1918 se abriría un proceso judicial contra Eastman, John Reed, Art Young, Hendrik Glintenkamp, Merrill Rogers y Josephine Bell, todos colaboradores de la revista, en el cual fueron acusados de conspiración, bajo la aplicación de la Ley de Espionaje de 1917, aunque resultarían absueltos sin cargos. Una de las razones aducidas en contra de Eastman fue la publicación de una editorial titulada «A Question» en la que abogaba por la objeción de conciencia.
Tras el cierre de The Masses, fundó junto a su hermana la revista  The Liberator, de la que fue editor hasta finales de 1921: en enero de 1922 se pasaría el testigo a Mike Gold y Claude McKay, acabando la etapa de Eastman al frente de la publicación. Su amante Deshon se suicidó en 1922, muerte que habría «liberado» a Eastman, en palabras del propio Max, decidiendo partir a Rusia ese mismo año —un viaje para el que había estado ahorrando por un tiempo «hasta el último centavo»—, con un paso intermedio por Génova, donde se celebraba una conferencia internacional y en la que estuvo presente hacia el mes de abril.

### Rusia y Trotski
Descrito ante la Revolución rusa como un devoto leninista, mantuvo inicialmente una visión idealizada del comunismo soviético. Su toma de contacto con Lenin se produjo en el Cuarto Congreso de la Internacional Comunista —que se desarrolló entre el 5 de noviembre y el 5 de diciembre de 1922. Tras su llegada a Rusia se posicionó al lado de Trotski —de quien fue considerado uno de sus grandes defensores— en el conflicto en torno a la sucesión de Lenin, mostrándose crítico con el régimen político instaurado en el país.  Allí aprendió ruso y tras contraer matrimonio con Eliena Krilenko, hermana de Nikolái Krilenko abandonó la Unión Soviética a mediados de 1924, tras el decimotercer Congreso del Partido, haciendo escala en Londres antes de partir a Francia.
En Since Lenin died, ensayo publicado en 1925, hizo referencia al «testamento de Lenin», un testimonio secreto del líder revolucionario con duras críticas a Stalin cuyo contenido le había confiado a Eastman parcialmente Trotski el año anterior. Sin embargo, el propio Trotski, instado por el Politburó, negaría la existencia de dicho testamento, tachando de mentira lo escrito por Eastman; aunque posteriormente se retractaría y reconocería los hechos. Además de escribir una biografía de Trotski, en la que abordaba su juventud y titulada Leon Trotsky: the portrait of a youth (1925), tradujo varias obras de este al inglés, como The Real Situation in Russia (1928) o los tres volúmenes de The History of the Russian Revolution (1932).
Desde su vuelta a los Estados Unidos hacia 1927, se había convertido en blanco de las críticas de buena parte de la izquierda comunista, por su oposición al régimen soviético, hasta al punto de abandonar en 1928 la revista New Masses, a la que se había unido tras su retorno, por su falta de independencia editorial y las dificultades para plasmar en ella opiniones críticas con la Rusia de Stalin; que le supusieron ser repudiado por el Workers Party. En 1928 falleció su hermana Crystal. Después de su salida de New Masses colaboró con la revista Modern Quarterly de V. F. Calverton, en cuyo consejo editorial se integraría hacia 1932 y que había evolucionado hacia una línea trotskista. En lo referente a su vida personal, en su matrimonio con Eliena encontró más espacio y comprensión para sus aventuras extramatrimoniales. En julio de 1932 viajaría a la isla turca de Büyükada, en el mar de Mármara, en la que estaba exiliado Trotski, para discutir la traducción de The History of the Russian Revolution, en una estancia de alrededor de doce días, después de la cual acabaría decepcionado con el revolucionario ruso.

### Giro a la derecha

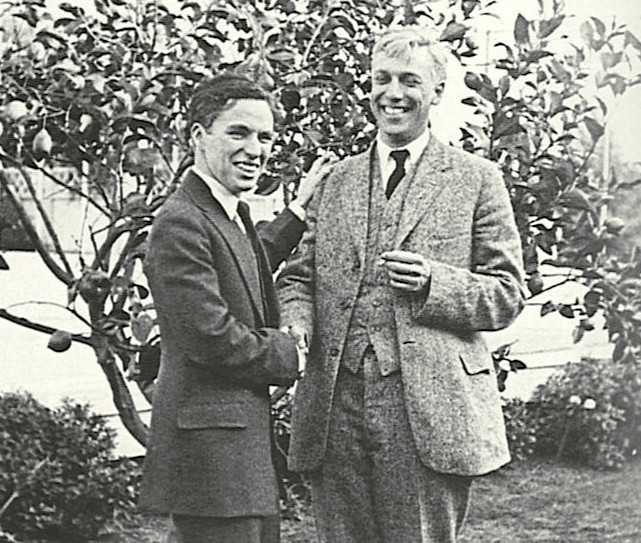
Eastman y Charlie Chaplin: ambos mantuvieron amistad y protagonizaron un triángulo amoroso con la actriz Florence Deshon.

Eastman, que en 1937 publicó The End of Socialism in Russia, obra con la cual todavía defendería posturas trotskistas, terminó de desilusionarse con el socialismo y cortar definitivamente vínculos con la izquierda hacia 1940, con su primer artículo en Reader's Digest, o 1941, año en que escribió el ensayo Socialism and Human Nature. En febrero de 1940 vio por última vez a Trotski, en México, unos meses antes del asesinato de este a manos del agente del NKVD Ramón Mercader, pero por aquel entonces sus posiciones políticas estaban muy alejadas.
En las últimas décadas de su vida colaboró frecuentemente en publicaciones como la citada Reader's Digest o National Review, siendo caracterizado en esta etapa posterior como un autor anticomunista. En los años cuarenta se convirtió en un admirador del Camino de servidumbre (Road to Serfdom) del austriaco Friedrich Hayek, defendiendo la imposibilidad de una coexistencia de un control económico por parte del Estado y las libertades personales y abogando por el libre mercado, además de afirmar una incompatibilidad entre los ideales del socialismo con la «egoísta» y «agresiva» naturaleza humana, llegando a vislumbrar la utopía de una sociedad sin clases a la que se llegaría a través del capitalismo, y tachando como nocivos tanto al comunismo soviético como a los partidos laboristas y socialdemócratas. Formó parte de la Sociedad Mont Pelerin.
A lo largo de la década de los 1950 se alineó junto al mccarthismo. A pesar de este giro al conservadurismo y la derecha política, se seguiría mostrando en contra de mezclar religión y política. Dos años después de la muerte de Eliena en 1956, se casó por tercera y última vez con Yvette Szekely, de origen húngaro, a quien habría «seducido» ya por 1931. Opuesto a la intervención estadounidense en Vietnam, falleció en el hospital de Sant John's, en Bridgetown, Barbados, el 25 de marzo de 1969, a la edad de ochenta y seis años. Fue interpretado en Reds —película de 1981 dirigida por Warren Beatty— por el actor Edward Herrmann, en un rol secundario.

## Obras

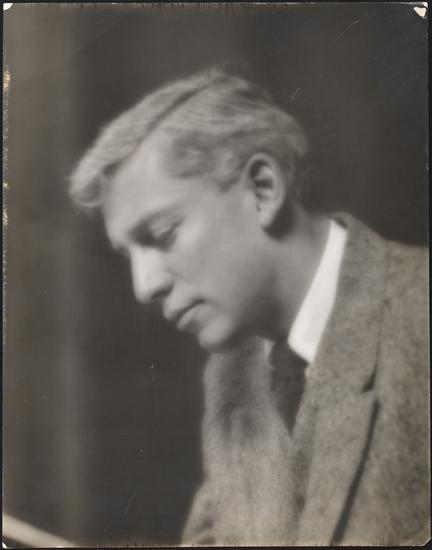
Eastman hacia 1920.

- Child of the Amazons, and other poems (1913), Mitchell Kennerley, New York & London.[91]
- Understanding Germany, The only way to end war, and other essays (1916), Mitchell Kennerley, New York.[92]
- Journalism versus art (1916), A. A. Knopf, New York.[93]
- Colors of life: poems and songs and sonnets (1918), Alfred A. Knopf, New York.[94][95]
- Enjoyment of poetry (1921), Charles Scribner's Sons, New York.[96]
- The sense of humor (1922), Charles Scribner's Sons, New York.[97]
- Since Lenin died (1925), Boni and Liveright, New York.[46]
- Leon Trotsky: the portrait of a youth (1925), Greenberg, New York.[50][51]
- The Literary Mind (1931), Charles Scribner's Sons, New York.[98]
- Marx and Lenin; the science of revolution (1927), A. and C. Boni, New York.[99]
- Venture (1927), A. & C. Boni, New York.[100]
- Artists in Uniform (1934), Alfred A. Knopf, New York.[101]
- The last stand of dialectic materialism; a study of Sidney Hook's Marxism (1934), Polemic Publishers, New York.[102]
- Art and the Life of Action, with Other Essays (1934), Knopf, New York.[103][104][105]
- The Enjoyment of Laughter (1936), Simon & Schuster, New York.[106]
- The End of Socialism in Russia (1937), Little, Brown and Company, Boston.[69]
- Stalin's Russia and the Crisis in Socialism (1940), W. W. Norton & Co, New York.[107]
- Heroes I Have Known (1942), Simon & Schuster, New York.[108]
- Enjoyment of Living (1948), Harper & Bros, New York.[109]
- The Road to Abundance (1953), junto a Jacob Rosin, McGraw-Hill, New York.[110][111]
- Reflections on the Failure of Socialism (1955), The Devin-Adair Company, New York.[112][113][114]
- Love and Revolution: My Journey Through an Epoch (1964), Random House, New York.[43]